# Salgado de São Félix
Salgado de São Félix è un comune del Brasile nello Stato del Paraíba, parte della mesoregione dell'Agreste Paraibano e della microregione di Itabaiana.